# شترمرغ شاخدار کوتوله

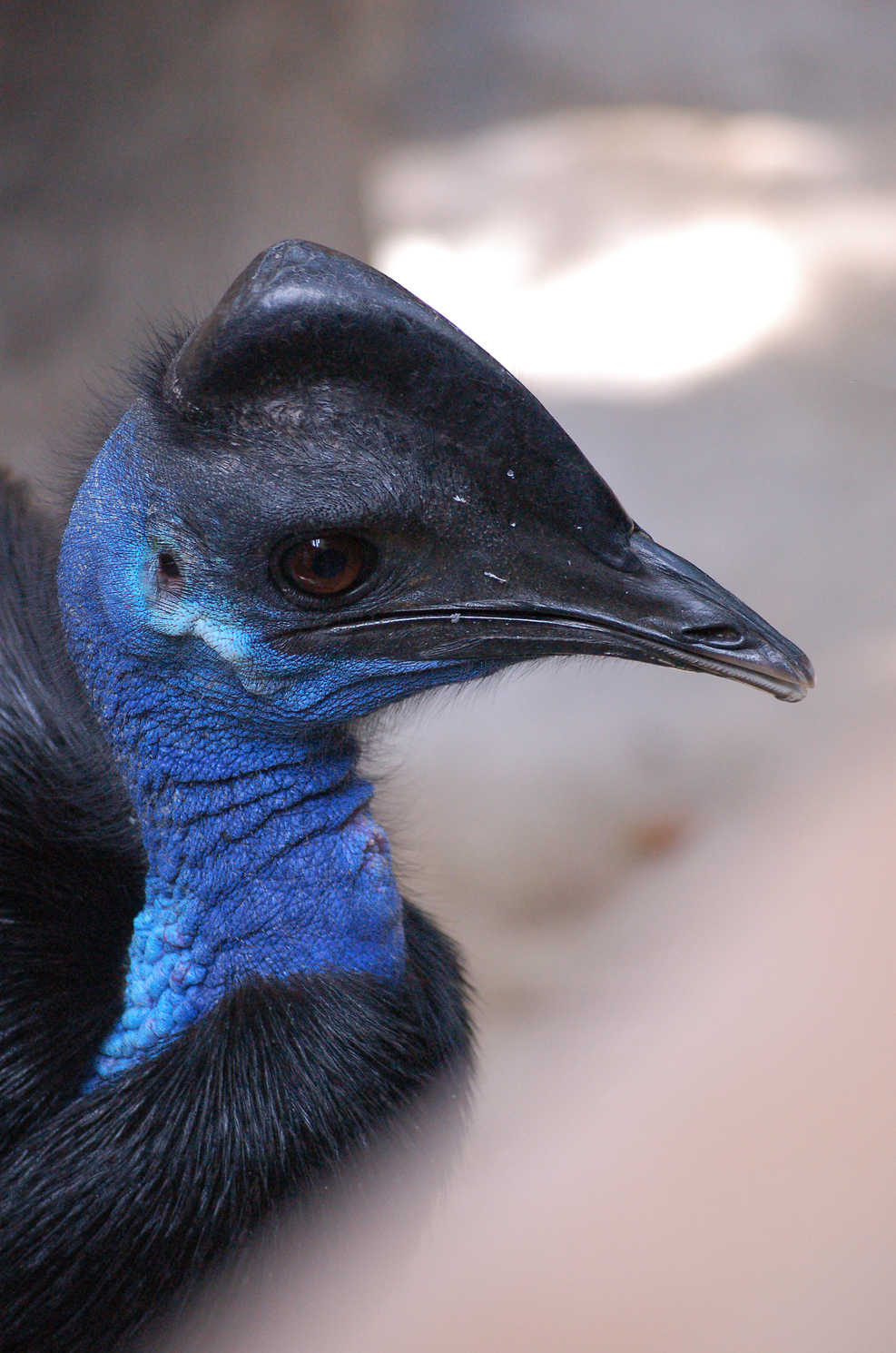
شترمرغ شاخدار کوتوله در باغ وحشی در فیلیپین

شترمرغ شاخدار کوتوله (نام علمی: Casuarius bennetti) که به کاسواری بِنِتی یا کوهستانی هم معروف است، نوعی پرنده بی‌پرواز بومی گینه نو از گروه شترمرغ شاخدار است. این پرنده بومی کوهستان‌های مرکزی گینه نو و دو جزیره بریتانیای نو و یاپن است.
این پرنده زمین‌زی در مقایسه با پرندگان دیگر کاملاً بزرگ است اما کمی کوچکتر از دو کاسواری دیگر (شترمرغ شاخدار شمالی و شترمرغ شاخدار جنوبی) است. وزن آن بین ۱۷ تا ۲۶ کیلوگرم و طول آن یک تا یک و نیم متر است. مانند شترمرغ‌های شاخدار دیگر یک تاج مثلثی کوچک استخوانی بر سر دارد. شترمرغ‌های شاخدار به دلیل همین تاج استخوانی به شترمرغ کلاه‌خودی نیز معروف هستند. شترمرغ شاخدار کوتوله پرهای مشکی سخت و سیخ دارد و دو طرف گردنش آبی است. پاهایش بزرگ و نیرومند است و پنجه‌ای خنجرمانند دارد. نر و ماده شبیه هم هستند. ماده‌ها کمی بزرگ‌تر هستند و تاجشان هم بزرگتر است و پوست زیر پر آنها روشن‌تر است.
شترمرغ شاخدار کوتوله در مناطق کوهستانی تا ارتفاع ۳۶۰۰ متری زندگی می‌کند و در جاهایی که شترمرغ شاخدار جنوبی حضور ندارد به مناطق کم‌ارتفاع هم می‌آید. آنها همه‌چیزخوارند و از میوه‌های افتاده، جانوران کوچک و حشرات تغذیه می‌کنند. زندگی انفرادی دارند و فقط در فصل جفتگیری با هم هستند.
جمعیت این پرنده به دلیل از میان رفتن و زوال زیستگاه‌ها، شکار و زنده‌گیری در حال کاهش است و در ردهٔ حفاظتی نزدیک تهدید طبقه‌بندی شده‌است.